# Stapspanning

De rode curve onderaan geeft een potentiaaltrechter weer die ontstaat als een hoogspanningsleiding de grond raakt. Hoe steiler de helling van de grafiek, des te groter de spanning tussen twee punten op de grond bij gelijke stap-afstand.

Stapspanning is het potentiaalverschil dat tussen twee niet te ver (een "stap") uiteenliggende punten op het aardoppervlak kan ontstaan, nadat er een hoge elektrische lading terecht komt op een punt op de Aarde, bijvoorbeeld door een blikseminslag of doordat een hoogspanningsleiding de Aarde raakt. Slaat de bliksem bijvoorbeeld in in een boom, dan verspreidt de lading zich vanaf die boom over het aardoppervlak. Er ontstaat dan een elektrisch front, vergelijkbaar met golven die ontstaan als iets in het water wordt gegooid. Als twee punten van het lichaam de grond raken op verschillende afstanden tot het inslagpunt dan krijgen deze een verschillende potentiaal, met andere woorden: er ontstaat een elektrische spanning, waardoor er een stroom door het lichaam gaat lopen.

## Gevaar
De stapspanning over een afstand van een stap kan zo groot zijn dat hij dodelijk is: bij een blikseminslag kan kortstondig een stroom lopen van enkele tienduizenden ampères, en dicht bij het inslagpunt kan de stapspanning enkele duizenden volt per meter bedragen. Er zijn gevallen bekend van honderden dieren die werden gedood bij een enkele blikseminslag. Vrijwel zeker zijn zij niet door een directe inslag gedood maar door een stroom als gevolg van stapspanning.
Voor mensen is het risico op een dodelijk ongeval door stapspanning kleiner dan voor viervoetige dieren: als een mens namelijk met beide voeten op gelijke afstand van het inslagpunt staat, bevinden beide voeten zich steeds op een punt met gelijke potentiaal, en zal er geen stroom door diens lichaam lopen. Een viervoetig dier heeft altijd poten op punten met een verschillende potentiaal en zal dus eerder dodelijk getroffen worden. Vanwege het gevaar van stapspanning is het verstandig om bij bliksem de voeten zo dicht mogelijk bij elkaar te houden, en dan liefst nog op gelijke afstand van een punt waar mogelijk de bliksem zou kunnen inslaan.